# Titaea lemoulti
Titaea lemoulti är en fjärilsart som beskrevs av William Schaus 1905. Titaea lemoulti ingår i släktet Titaea och familjen påfågelsspinnare. Inga underarter finns listade i Catalogue of Life.